# Amauris hecate
Amauris hecate là một loài bướm ngày thuộc họ Nymphalidae. Loài này được tìm thấy ở châu Phi, từ Guinea và Liberia đến Ghana, Cameroun, Angola, Zaire, Uganda, Nam Sudan và Tây Kenya và Nam Ethiopia.

## Phân loài
- Amauris hecate hecate (Guinea, Liberia to Ghana, Cameroun, Angola, Zaire, Uganda, Southern Sudan and Western Kenya)
- Amauris hecate stictica (Southern Ethiopia)